# マイク・パラディナス

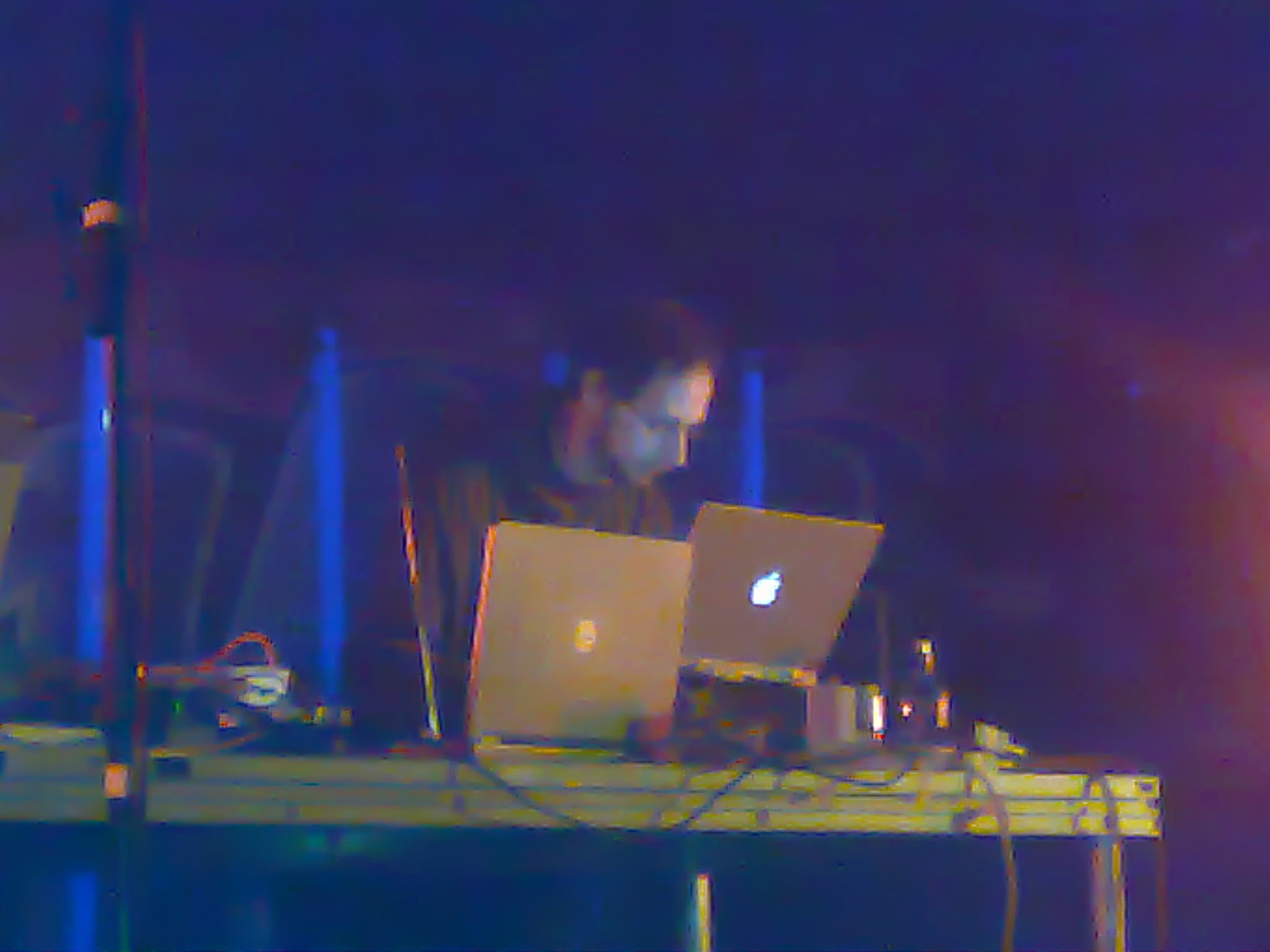
マイク・パラディナス

マイク・パラディナス（Mike Paradinas、1971年 - ）はイギリスのテクノミュージシャン、DJ。エレクトロニカ、IDMに分類される曲を主にリリースしている。
また自身のレコードレーベル、Planet Muを主宰している。
その音楽活動は、μ-Ziq（みゅーじっく）のアーティスト名での活動が最も知られている。μ-Ziqと平行して、複数のアーティスト名義も同時に用いている。1990年代から音楽活動をしており、1993年にDiesel M名義の「M For Multiple」でデビュー。その後リフレックス・レコーズからμ-Ziq名義のファーストアルバムをリリース。以降複数の名義と合わせながら多数の楽曲をリリースしている。

## ディスコグラフィー

### μ-Ziq名義
- Tango N' Vectif （1993年）
- Bluff Limbo （1994年）
- PHI*1700 （1994年）
- Salsa With Mesquite (1995年）
- In Pine Effect（1995年）
- Dauphine （1995年）
- Lunatic Harness （1997年）
- Urmur Bile Trax Part 1 & 2（1997年）
- My Little Beautiful（1997年）
- Brace Yourself（1998年）
- Royal Astronomy（1999年）
- The Fear（1999年）
- Bilious Paths（2003年）
- Duntisbourne Abbots Soulmate Devastation Technique（2007年）
- Chewed Corners（2013年）
- XTEP（2013年）
- Somerset Avenue Tracks (1992–1995)（2013年）
- XTLP（2015年）
- Aberystwyth Marine（2016年）
- RY30 Trax（2016年）
- Challenge Me Foolish（2018年）

### 他名義
Tusken Raiders
- Bantha Trax（1995年）
- Bantha Trax 2（1999年）
- The Motorbike Track（1999年）

Kid Spatula
- Spatula Freak（1995年）
- Full Sunken Breaks（2000年）
- Meast（2004年）

Slag Boom Van Loon
- Slag Boom Van Loon（1998年）
- So Soon（2001年）

Gary Moscheles
- Shaped to Make Your Life Easier（1997年）

Diesel M
- M for Multiple（1993年）
- M for Mangoes（1995年）

Jake Slazenger
- Makes A Racket（1995年）
- Megaphonk（1995年）
- Nautilus（1996年）
- Das Ist Ein Groovy Beat, Ja?（1996年）

Rude Ass Tinker
- Imperial Break（2001年）

### 他アーティストとのコラボ
- Expert Knob Twiddlers（Mike and Rich名義のアルバムの、Mikeとして。Richはリチャード・D・ジェームス)
- 佐藤理のアルバム「LSD and the remixes」において、「Long tall eyelash」をリミックス。